# Clementine

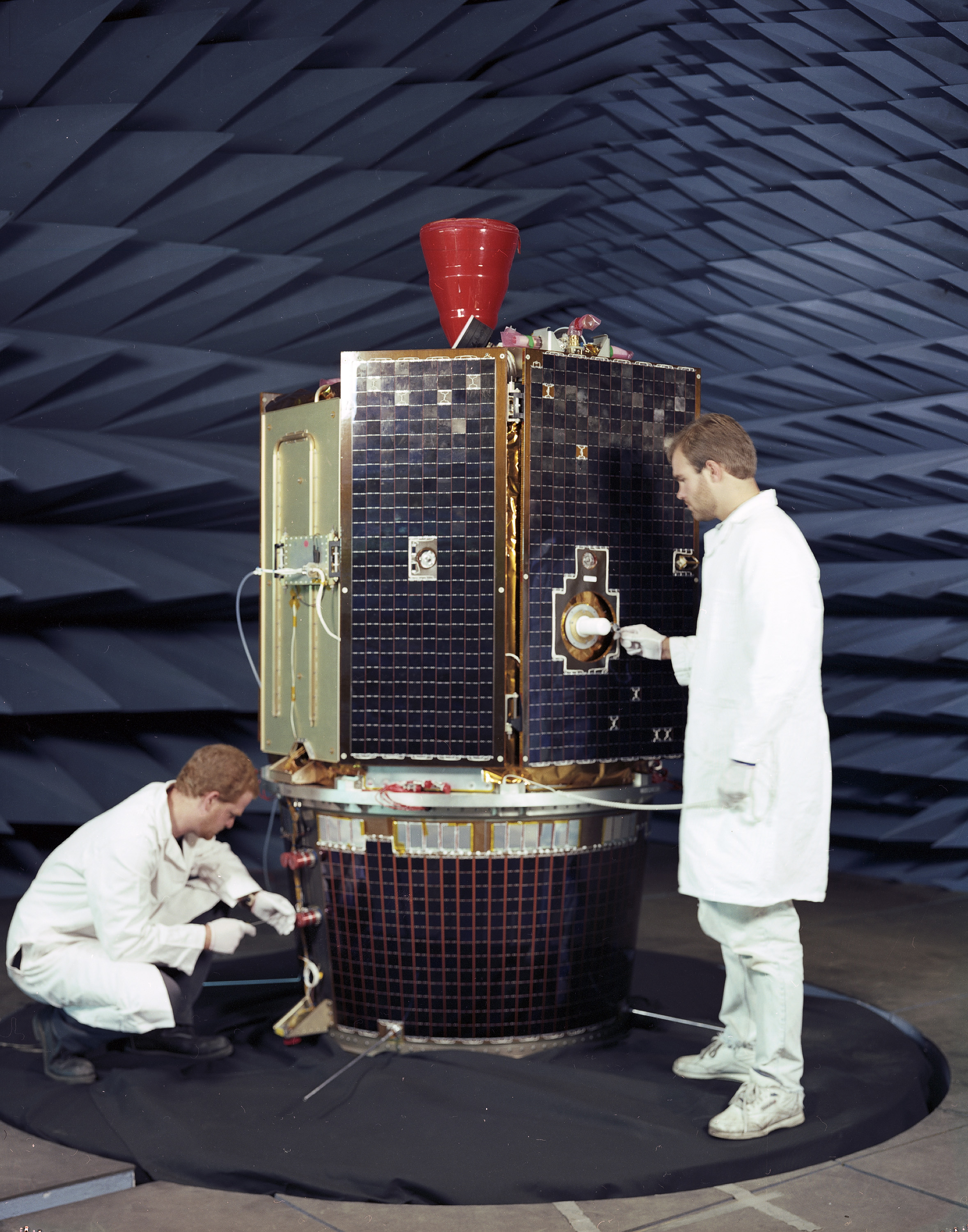
La sonda Clementine.

Clementine fue una misión espacial estadounidense, denominada oficialmente D.S.P.S.E (Deep Space Program Science Experiment; en español, "Programa Científico Experimental del Espacio Profundo").
Se trataba de un proyecto tecnológico diseñado inicialmente para verificar una serie de dispositivos ideados dentro del Programa de Defensa contra Misiles Balísticos, el conocido sistema de defensa estratégico denominado “guerra de las galaxias”.
La nave fue lanzada en enero de 1994 y estuvo operativa hasta mayo de ese mismo año, cuando se perdió el control del satélite por un fallo en el equipo informático de a bordo, tras completar con éxito la misión de realizar una nueva cartografía mejorada de la Luna. La segunda parte de la misión (aproximarse al asteroide (1620) Geógrafo) tuvo que ser cancelada.

## Diseño de la Misión
La construcción corrió a cargo del Naval Research Laboratory, que aportó al programa 15 instrumentos y sensores miniaturizados, destinados a la detección de posibles misiles en vuelo, y que posteriormente se pensó que además podían servir para estudiar la superficie lunar.

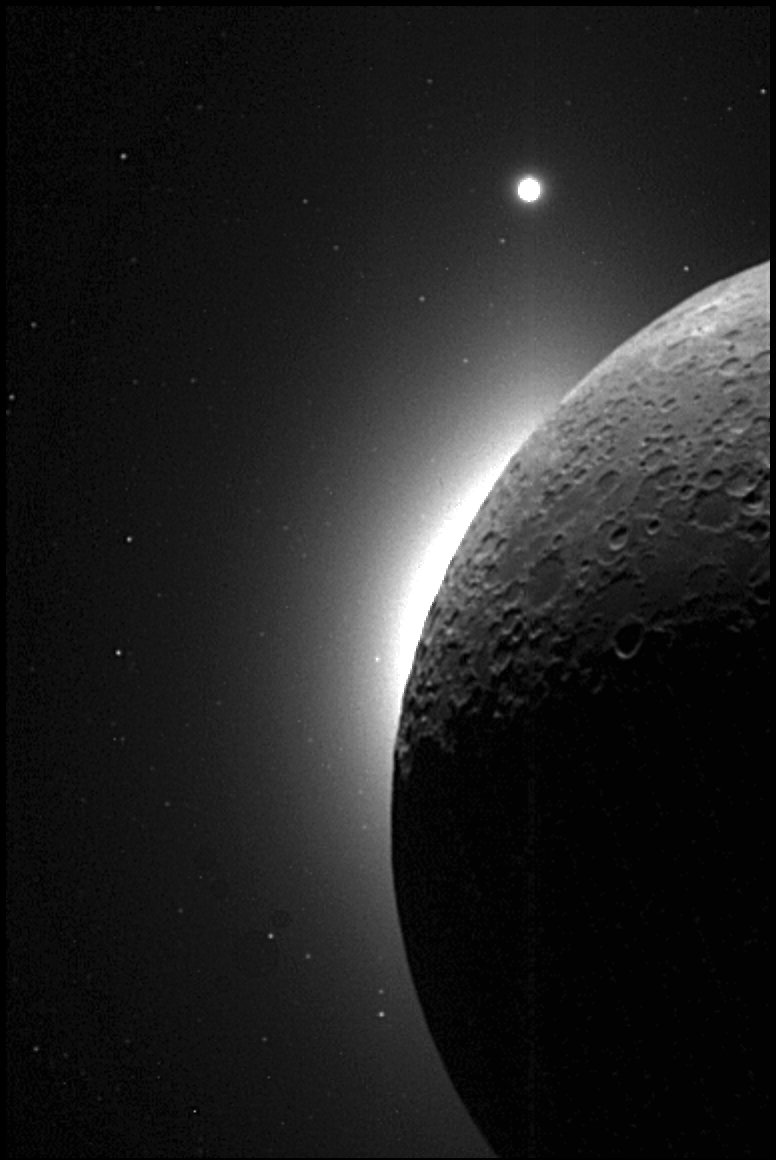
Foto de la Luna, tomada por la sonda Clementine.

Con esta última idea en la mente de los diseñadores, que podía servir para financiar parte de los gastos del proyecto, evaluados en unos 87 millones de dólares, se decidió ofrecer a la NASA la sonda, que completó con 10 instrumentos más, incluyendo 6 cámaras que operaban en las bandas visible, infrarrojo y ultravioleta, así como un telémetro por láser infrarrojo.
La sonda tenía forma cilíndrica, con una longitud de 1,90 metros y un diámetro de 1,5 metros, dotada de 2 paneles con células fotoeléctricas. Su peso final, una vez instalados los instrumentos de la NASA, quedó en 424 kilogramos, de los cuales la mitad correspondían a combustible.
El nombre de la misión proviene de la canción Oh My Darling, Clementine.

## Objetivos
El programa comprendía el lanzamiento, pruebas de simulación de detección de lanzamientos de objetos balísticos, así como componer el primer perfil altimétrico de la superficie de la Luna, empleando para ello una estancia de tres meses en órbita lunar, tras la cual se dirigiría al encuentro del asteroide (1620) Geógrafo, y de ahí a una trayectoria heliocéntrica.
La Clementine podía calcular por sí sola su orientación en el espacio, empleando para ello unos sensores fotoeléctricos y unas diminutas cámaras de vídeo capaces de localizar determinadas estrellas. Esta habilidad sería vital en un sistema antimisil real, que debe establecer vigilancia permanente sin necesidad de control de Tierra. Clementine fue enviada también para tomar fotos de la luna.

## La nave
La nave espacial tenía forma de prisma octogonal de 1,88 metros de alto y 1,14 metros de ancho; con dos paneles solares que sobresalían en dos lados opuestos paralelos al eje del prisma. Una antena parabólica fija de alta ganancia estaba situada en un extremo del prisma, y la tobera del propulsor 489 N ocupaba el otro extremo. Los sensores fueron agrupados en una de las ocho caras del prisma (situada a 90 grados de los paneles solares), ubicados en un compartimento debidamente protegido. El equipo de propulsión de la nave espacial consistió en un sistema de hidracina sin propelente para el control de orientación y un bipropelente de tetraóxido de nitrógeno y el sistema de monometilhidracina para las maniobras en el espacio. El sistema de bipropelente tenía una capacidad total para suministrar unos 1900 m/s en variaciones de velocidad, con cerca de 550 m/s requeridos para la inserción lunar y 540 m/s para la salida lunar. La orientación se establecía mediante 12 pequeñas toberas de propulsión, dos cámaras rastreadoras de estrellas, y dos unidades de medición inercial. La nave estaba estabilizada en sus tres ejes espaciales en la órbita lunar mediante un sistema de ruedas inerciales con una precisión de 0,05 grados en el control y de 0,03 grados en las mediciones. La energía fue proporcionada por paneles solares capaces de suministrar 15 amperios-hora, 47-Wh/kg, con baterías (Ni-H) en recipientes a presión. El procesamiento de los datos de la nave se realizó con un equipo MIL-STD-1750A (1,7 millones de instrucciones por segundo) para las operaciones de almacenamiento de datos, control de orientación, y mantenimiento; y un procesador RISC de 32-bits (18 millones de IPS) para procesamiento de imágenes y de las operaciones autónomas, y para un sistema de compresión de imagen proporcionado por la Agencia Espacial Francesa CNES. Una secuencia de tratamiento de datos de las cámaras, operaba el sistema de compresión de imagen, y dirigía el flujo de datos. Los datos se almacenaban en una memoria de estado sólido de 2 Gbit.

## Desarrollo

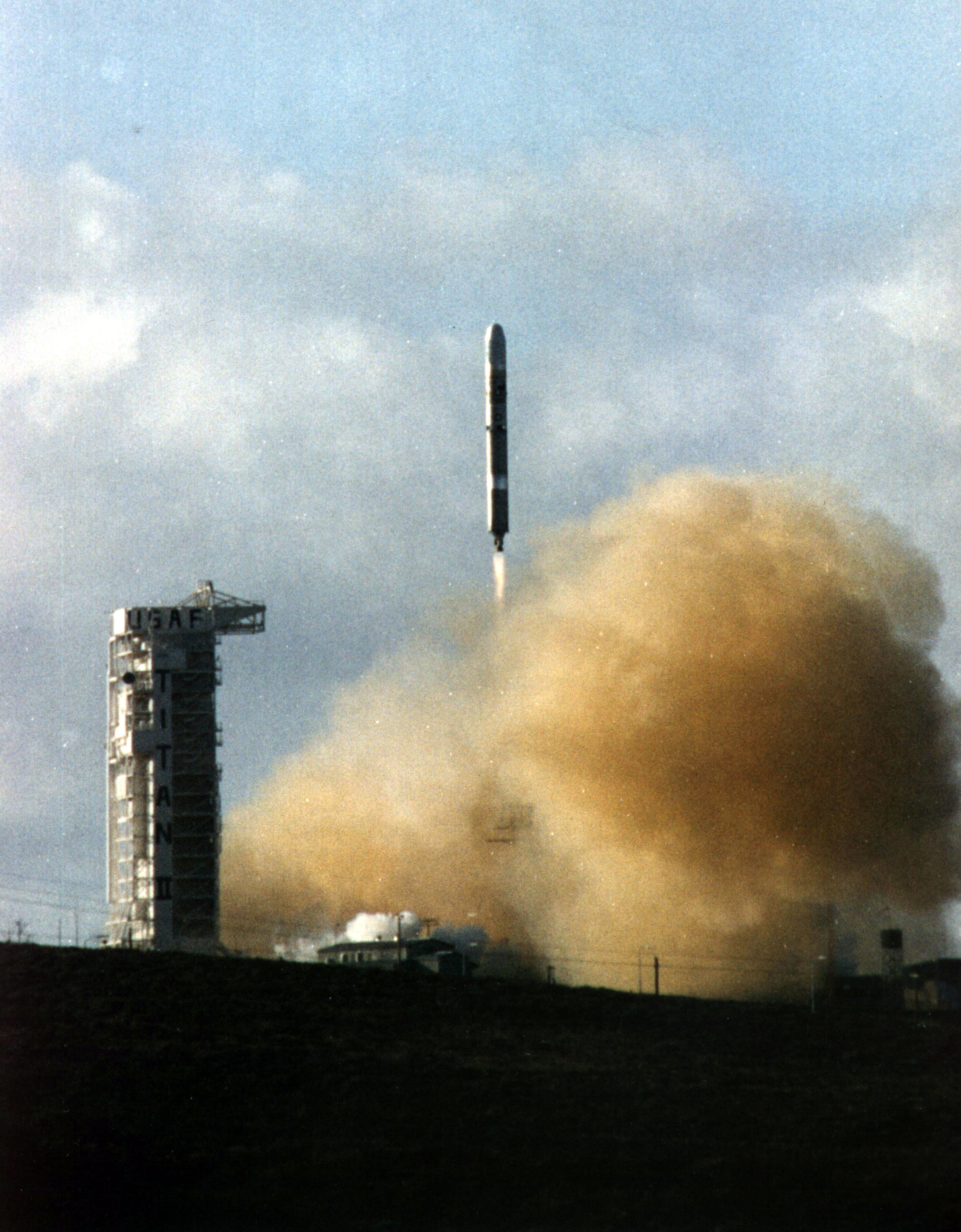
Lanzamiento de la misión Clementine

El lanzamiento se efectuó el día 25 de enero de 1994, desde el polígono de Base Vandenberg de la Fuerza Aérea, mediante un cohete Titan II.
Tras efectuar dos órbitas a la Tierra, se dirigió a la Luna. El viaje a la órbita de la Luna fue bastante largo, en parte para permitir la calibración de los sensores militares, así como para seguir una trayectoria destinada al ahorro de combustible, tan necesario para continuar el viaje hacia el asteroide.
La Clementine entró en órbita lunar el día 19 de febrero, y permaneció en ella hasta el día 3 de mayo, realizando 351 órbitas lunares y transmitiendo a la Tierra 1.800.000 imágenes multiespectrales de excelente calidad, totalizando unos 80 Gb de información, capaces de llenar hasta 114 CD-ROM estándar.
La cámara de alta resolución de la sonda automática permitía captar detalles en la superficie del orden de 15 metros desde una altitud de unos 400 kilómetros, obteniéndose un 99% de cobertura fotográfica de la superficie lunar, incluyendo zonas que aún permanecían sin cartografiar, especialmente de los polos lunares, estudiados en alguna de las campañas de la ALPO.
El experimento más codiciado consistía en dirigir un haz de radio procedente de la sonda sobre una zona a explorar, y esperar a que el rebote, captado en la Tierra, pudiese ofrecer señales polarizadas similares a las que emite la superficie del hielo. Con ello se podía establecer si realmente existían bolsas de agua en forma sólida ocultas en la superficie lunar.
El 4 de mayo de 1994, tras finalizar la primera parte de su misión, la Clementine encendió su propulsor principal, abandonando la órbita lunar, con la intención de dirigirse hacia el asteroide Geógrafos. El día 7, tan solo tres días después, un fallo informático ordenó a los cuatro motores de control de posición que abriesen sus válvulas, con lo cual toda la reserva de gas se perdió en el espacio, haciendo que la sonda girase de forma alocada a más de 80 rpm sin poder recuperar una posición estable. Tras varias semanas de intentos infructuosos por recuperar la estabilidad de la sonda, se decidió emplear el motor principal para modificar la trayectoria y devolverla a una órbita terrestre.
La Clementine, ahora ya con los sensores desactivados, se mantiene en una órbita terrestre muy alargada, con un apogeo muy próximo a la distancia lunar.
El día 2 de diciembre de 1996, una fuga acerca de un comentario sacado de contexto anunció al mundo entero el descubrimiento de agua en forma de hielo en el fondo del cráter denominado Aitken, sometido a sombras perennes debido a su profundidad y a las altas paredes que lo rodean. 
Esta noticia fue desmentida oficialmente por el astrónomo Richard Simpson, que, no obstante, adelantó que los resultados finales de las investigaciones aún tardarían en llegar, debido a lo complicado de los mismos y a la enorme cantidad de datos enviados por la sonda automática. Sin embargo, estos primeros rumores se han confirmado posteriormente en el año 2009 con los datos enviados por la nave "Lunar CRater Observation and Sensing Satellite" (LCROSS), con evidencias concluyentes de la existencia de hielo en el polo sur de la Luna.